# Ramal C25 del Ferrocarril Belgrano
El Ramal C25 pertenece al Ferrocarril General Belgrano, Argentina.

## Ubicación
Se halla en las provincias de Formosa y Salta.

## Características
Es un ramal de la red de vía métrica del Ferrocarril General Belgrano, cuya extensión es de 702 km entre las cabeceras Formosa y Embarcación. Años después de la construcción de este ramal, se construyó, paralelo al ferrocarril, la Ruta Nacional 81. Sólo se separa del mismo en un tramo de algunos kilómetros en las cercanías de Embarcación.

## Historia
Su construcción, empezó el 16 de septiembre de 1908. Los primeros 100 km de vía desde Formosa, se libraron al servicio en 1910 y hasta Las Lomitas, punto terminal entonces de la línea, se efectuó en 1915. 
En 1931, se unen las vías con Embarcación, en Salta . 
Una de sus principales características es que tiene uno de los tramos en línea recta más largo del mundo (360 kilómetros), por detrás del Indian Pacific australiano con 478 kilómetros. Sus vías están bajo la administración de la empresa estatal Trenes Argentinos Cargas.

## Proyecto de licitación
En 2010, durante el gobierno de la entonces presidenta Cristina Fernández de Kirchner, se llamó a licitación para su rehabilitación. Hasta la fecha (10 de julio de 2024), pasaron catorce años, incluido el segundo mandato presidencial de Cristina Kirchner, el de Mauricio Macri los cuatro años del  Gobierno de Alberto Fernández y los siete meses del actual Gobierno Libertario sin que la licitación se ejecute y por tanto tampoco se concrete la rehabilitación. El olvido de los políticos nacionales sobre esta cuestión también se articula con la poca voluntad política del gobernador de Formosa, Gildo Insfrán, de que vuelva el tren a su provincia. 